# Spilogona japonica
Spilogona japonica är en tvåvingeart som beskrevs av Shinonaga 2000. Spilogona japonica ingår i släktet Spilogona och familjen husflugor. Inga underarter finns listade i Catalogue of Life.